# Southeastern
La Southeastern è una compagnia ferroviaria inglese che opera nel sud-est dell'Inghilterra.

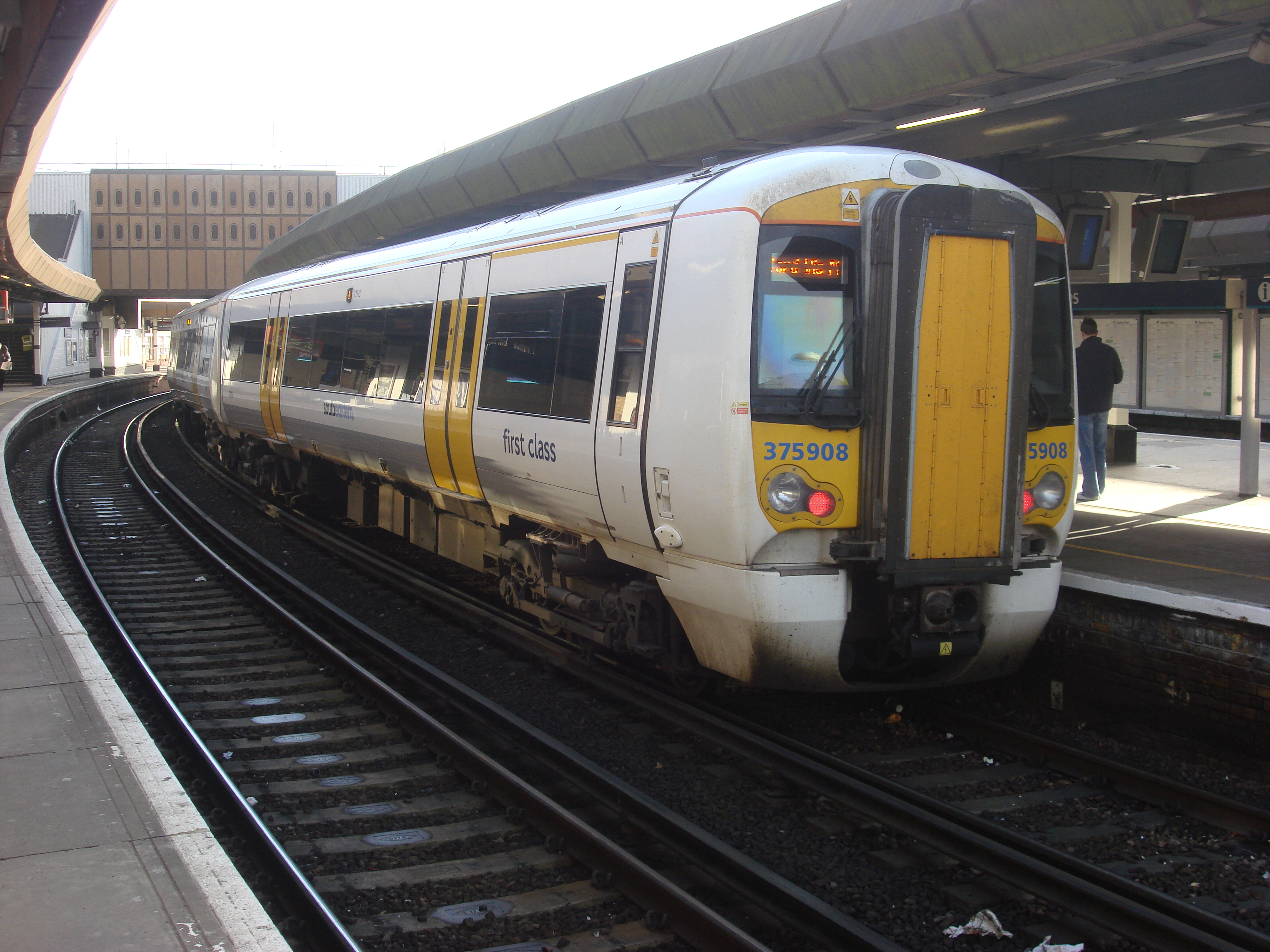
Treno southeastern a London Bridge

Southeastern sostituisce la precedente compagnia pubblica South Eastern Trains. Dal 1º aprile 2006 opera nelle tratte pendolari a sud-est di Londra, in Kent, e parte dell'East Sussex.
Gestisce 720 km di linee ferroviarie, 182 stazioni, ed ha una flotta di 322 treni.